# Perognathus flavescens
Perognathus flavescens — гетеромідний гризун Північної Америки. Він простягається від південно-західної Міннесоти та південно-східної Північної Дакоти до північного Техасу на схід від Скелястих гір, а також від північної частини Юти та Колорадо до північної частини Чихуахуа на захід від Скелястих гір.

## Морфологічна характеристика
Дорослі екземпляри мають довжину від 123 до 145 мм разом з хвостом, довжина хвоста від 51 до 71 мм і вага від 7 до 12 г. Вид має задні лапи довжиною від 16 до 19 мм і вуха довжиною 6–8 мм. До світло-коричневого хутра на верхній частині тіла з жовтуватим або червонуватим відтінком домішуються деякі чорні волоски. Оранжево-коричнева межа білої низу виражена нечітко. Крім того, хвіст темний зверху і білуватий знизу. Багато екземплярів мають невелику світло-жовту пляму за кожним вухом. Порівняно з Perognathus fasciatus, верх світліший. Колір шерсті змінюється залежно від кольору субстрату та кількості опадів у зоні поширення.

## Спосіб життя
Ця нічна тварина харчується в основному насінням рослин, які доповнюються зеленими частинами рослин і комахами. Транспортування до будівлі здійснюється за допомогою защічних мішків. Потреба в рідині майже повністю покривається їжею. Тварина риє просте гніздо в укритті кущів. Екземпляри мають середню територію 0,04 га. У сезон розмноження між квітнем і липнем може статися один або, можливо, два виводки. Виводок складається з чотирьох або п'яти новонароджених.